# St. Michael (Eppishausen)

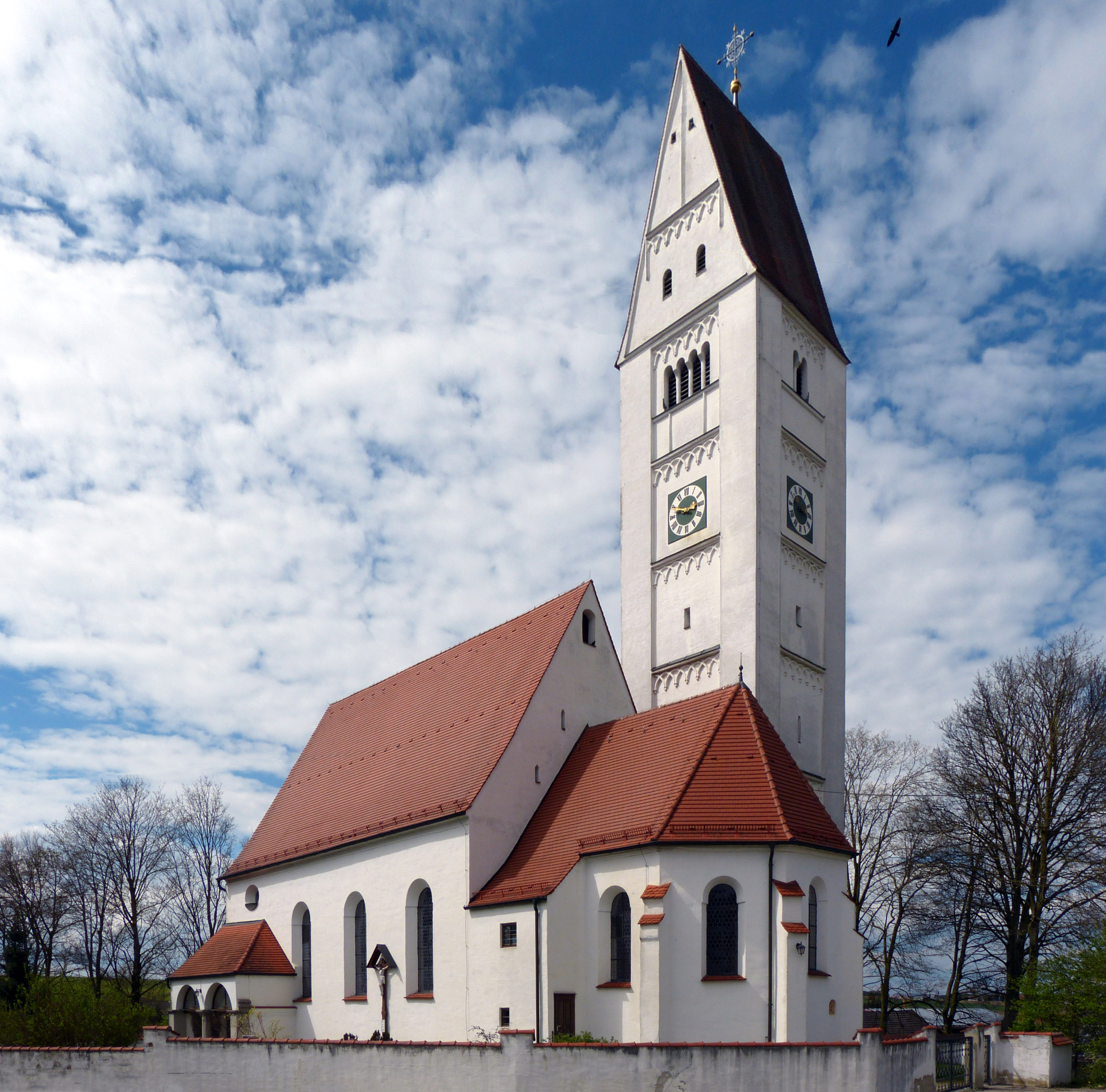
Kirche St. Michael in Eppishausen

Die katholische Pfarrkirche St. Michael steht in der Gemeinde Eppishausen im Landkreis Unterallgäu in Bayern. Das denkmalgeschützte Gebäude steht leicht erhöht auf dem ehemaligen befestigten und mittlerweile aufgelassenem Friedhof. Sie trägt das Patrozinium des Erzengels Michael.

## Geschichte
Der ursprüngliche Kirchenbau an dieser Stelle fand im 14. Jahrhundert statt und geschah auf Veranlassung von Ulrich von Thanneck, einem Thurgauer Ritter. Dieser kam durch Heirat in Besitz der Ortschaft. 1472 stellten, vermutlich im Hinblick auf den Kirchenbau, zehn Kardinäle auf seinen Wunsch hin einen Ablassbrief auf. Bereits im Jahr 1500 wird das Kirchengebäude in Quellen als fertig und geweiht erwähnt. Der Schreiner Hans Leiblin aus Kirchheim schuf 1615 eine neue Kanzel die ihre Fassung von Hans Singer aus Mindelheim erhielt. Ein Visitationsbericht aus dem Jahr 1620 lobt den Zustand der Kirche. Valentin Egert aus Mindelheim malte ein Jahr später, 1621, ein heiliges Grab, das 1627 vom Mindelheimer Christoph Schenck ein geschnitztes Kruzifix erhielt. C. Schenck schuf 1628 ebenfalls einen neuen Tabernakel, sowie die Figuren der heiligen Dominikus und Katharina von Siena. Die Fassung der Schnitzarbeiten stammte wiederum von Hans Singer.
Während der Zeit, 1677 bis 1705, unter Dekan und Pfarrer Alban Onuphrius von Singern fanden vielfache Veränderungen in der Kirche statt. So wurde 1683 ein neues Pflaster aus Eichstätt gelegt und 1684 ein größerer Bau erwähnt. Georg Dopfer aus Kirchheim fertigte die Kirchenstühle 1684. In den Abrechnungen des Jahres 1686 wird eine größere Schreinerarbeit des Meisters Ferdinand Zech aus Thannhausen genannt. Diese bezieht sich sehr wahrscheinlich auf die Felderdecke des Langhauses. Eine neue Sakristei wurde 1689 durch den Maurermeister Georg Hausrucker und den Zimmermeister Albrecht Huss errichtet. Für das 1692 errichtete Beinhaus schuf ein Bildhauer aus Türkheim, vermutlich Martin Beichtel, drei Figuren die von Ulrich Herzog aus Aichen gefasst wurden. Die obere Empore wurde 1701 durch den Zimmermeister Jakob Öttl eingezogen, die Schneidarbeiten und die Täferung stammen hingegen von Georg Dopfer.
Weitere Umbauarbeiten und Veränderungen aus der Ausstattung fanden noch in der ganzen ersten Hälfte des 18. Jahrhunderts statt. Neue Fenster wurden 1712 eingebrochen und der Chor 1719 stuckiert und ausgemalt. Für die Stuckarbeiten sind Kosten von 171 fl., für die Malerarbeiten 29 fl. überliefert. Das Langhaus wurde 1720 stuckiert und erhielt in diesem Zuge vier neue Fenster. Die Gesamtkosten beliefen sich auf 633 fl. Aus der gleichen Zeit stammen die Beichtstühle der Kirche. In der Folge wurde 1735 ein Kommuniongitter, 1737 der Hochaltar und in den Jahren 1740 bis 1744 die Seitenaltäre angeschafft. Die 1743 von Joh. Georg Hörterich gefertigte Orgel mit Schrein von Jakob Wiedemann ist nicht mehr erhalten. Die Kanzel erhielt 1749 eine neue Fassung. Restaurierungen fanden im 19. Jahrhundert sowie in den Jahren 1952 und 1953 statt. Während der ersten Restaurierung wurde ein neues Deckenbild im Chor geschaffen. Zwei neue Emporen wurden 1968 eingebaut. Im gleichen Jahr wurde auch die Decke des Langhauses durch den Mindelheimer Architekten Josef Ruf ergänzt.

## Baubeschreibung

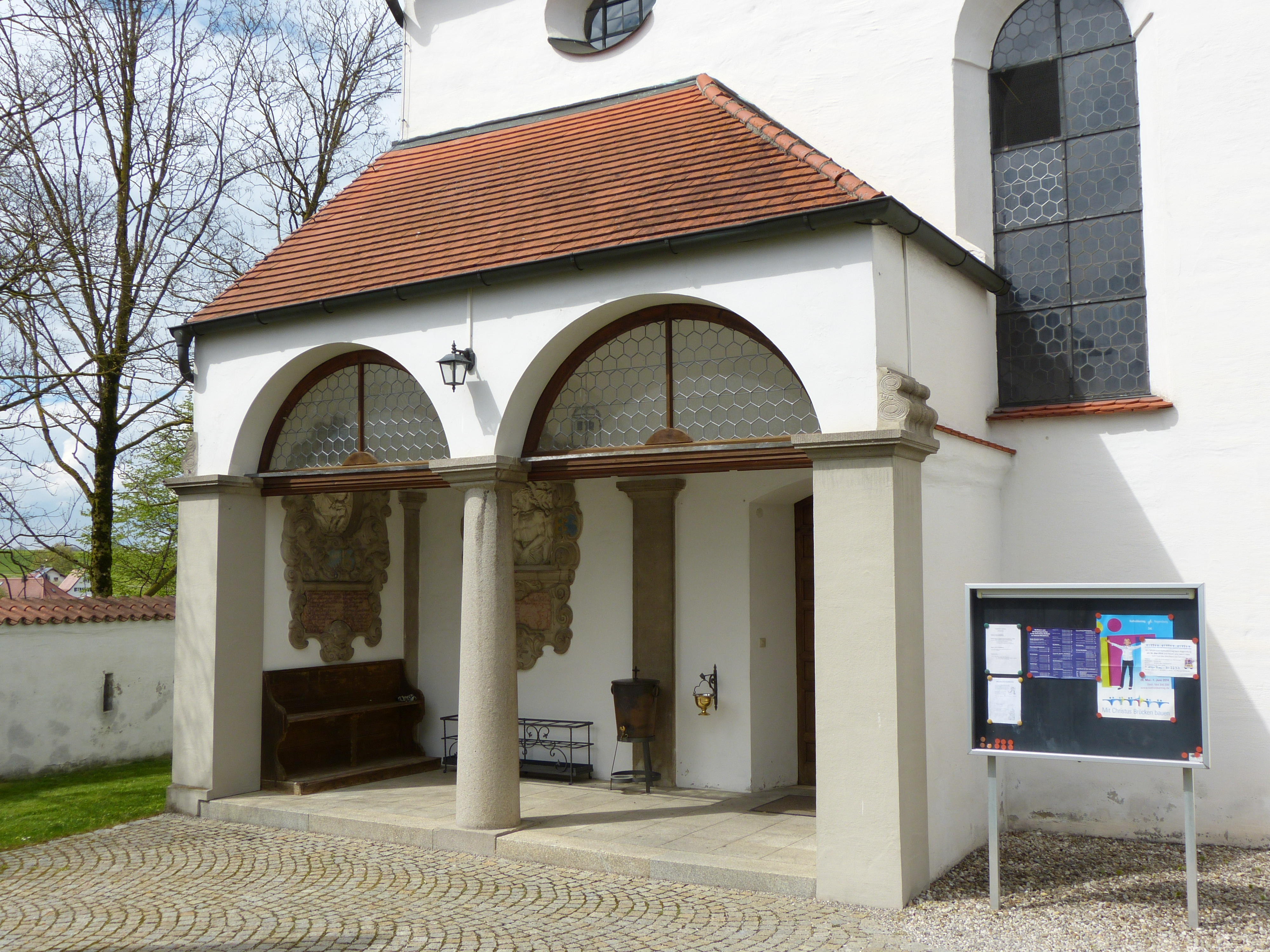
Vorzeichen

Der eingezogene Chor ist zum Langhaus hin um drei Stufen erhöht und besteht aus zwei Jochen. Er besitzt einen dreiseitigen Schluss und eine gotische Wölbung mit relativ flacher Spitztonne und steigenden Stichkappen. Die rundbogigen Fenster im Chor sind eingezogen und berühren mit ihrem Scheitel den Schildbogen unter den Stichkappen. Im Westjoch befinden sich keine Fenster, stattdessen sind hier auf beiden Seiten breite Oratoriumsöffnungen mit stochbogigem Sturz vorhanden. Nördlich führt eine Stichbogentür zum Kirchturm, deren Türblatt um 1720 geschaffen wurde und zwei geohrte Felder enthält. Die Wände sind ansonsten durch flache Wandvorlagen mit marmoriert bemalten korinthischen Pilastern gegliedert, welche auf Sockeln und Basen ruhen und im oberen Bereich ein dreiteiliges Gebälk besitzen. Geknickte Pilaster finden sich in den Schlussecken des Chores. Der Chor wird durch einen einspringenden, mit herumgekröpftem Gebälk am Kämpfer versehenen Chorbogen mit dem Langhaus verbunden. Der Chorbogen ist rundbogig.
Das Langhaus der Kirche ist ein Saal zu vier Fensterachsen, in dem die drei östlichen große eingezogene Rundfenster vorhanden sind. Zwei Fenster auf der östlichen Nordseite sind blind. Die Wände des Langhauses sind durch korinthische Pilaster mit verkröpftem gestuftem Architrav gegliedert, welche auf Konsolen und Basen stehen und sich nach oben verjüngen. Daneben existiert noch eine zweite kleinere Ordnung von Wandvorlagen mit profilierten Kämpfern. Auf der Achse jeder dieser Wandvorlagen sitzt ein profilierter halbrunder Blendbogen. Die Holzdecke im Langhaus von 1686 enthält flache Kassetten mit eingelassenen auf Leinwand gemalten Ölgemälden. Gefasst ist die marmorierte Holzdecke in blaugrau und weißer Farbe, an deren Rand befindet sich ein Profilgesims. An der Westseite sind die 1968 erneuerten Emporen mit geraden Brüstungen, von den beiden Emporen ist die untere weiter vorspringend. Die Felder der Brüstungen sind breit-achteckig, wobei sich in der Mitte der unteren Emporenbrüstung der eingefügte Orgelprospekt befindet.
An der Außenfassade des Chores sind Strebepfeiler angebracht, die kurz unter ihrem Abschluss abgetreppt sind. Umlaufend um die Kirche ist ein profiliertes Traufgesims angebracht. Außen am Chorscheitel ist das Fenster noch stichbogig. Nördlich an der Wand des Langhauses sind vermauerte ovale Fenster zu erkennen. Ein dreifach abgetreppter Strebepfeiler bis zum Giebel befindet sich in der Mitte der Westfassade. Der Zugang zur Kirche erfolgt durch das neubarocke Vorzeichen mit zwei Kreuzgratgewölben auf der Südseite. Dieses ist auf der Südseite mittels zwei Rundbogenarkaden geöffnet. An den Wänden des Vorzeichens befinden sich drei große neubarocke Epitaphien für Gefallene, sowie für verstorbene Priester.

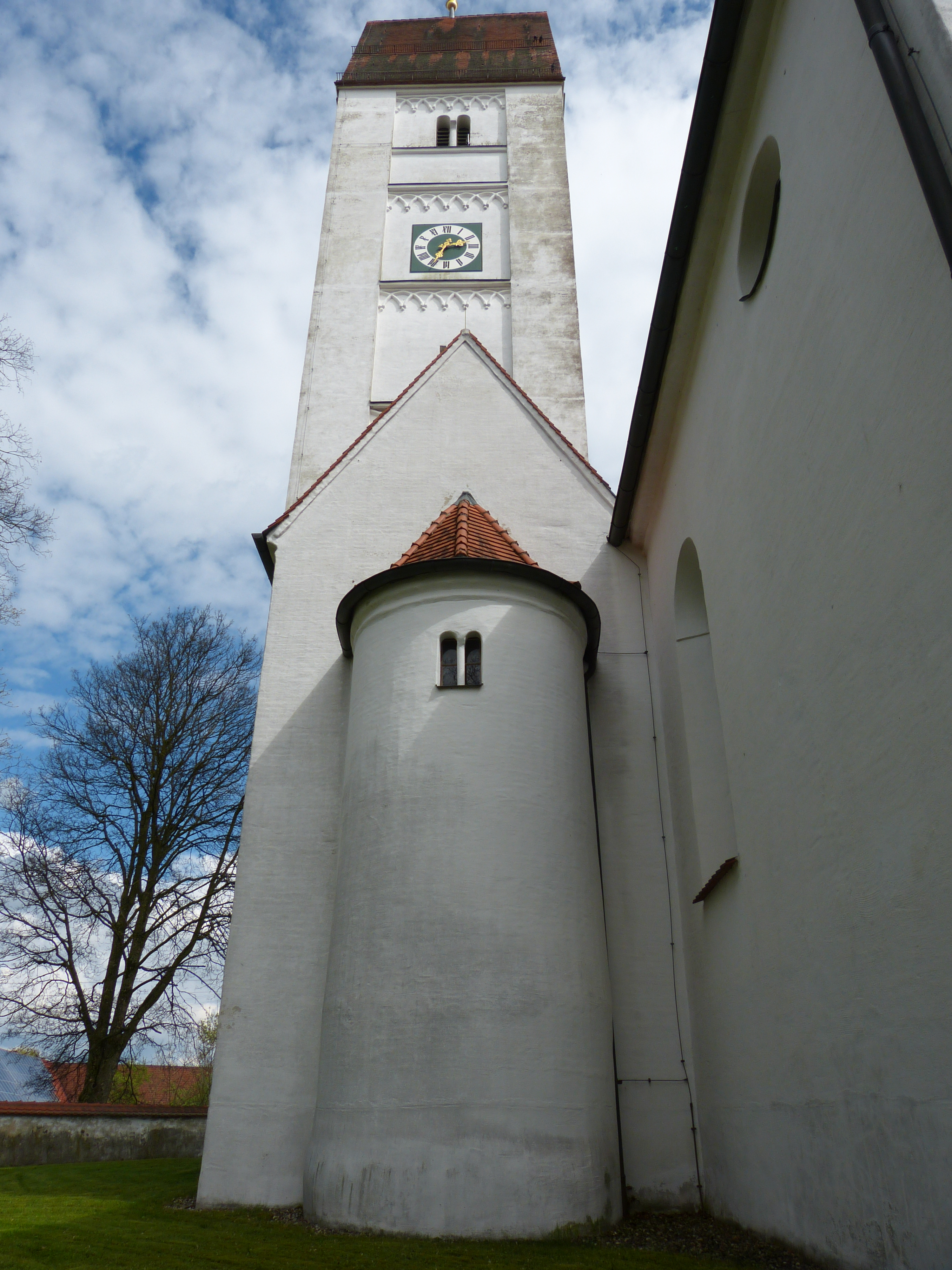
Kirchturm mit westlichem Anbau

Der Kirchturm befindet sich im nördlichen Chorwinkel, dessen Südseite bündig zur Nordwand des Langhauses ist. Der entstehende Zwischenraum zwischen Kirchturm und Chor wird durch einen schmalen zweigeschossigen Bau geschlossen. Der verputzte Kirchturm ist noch spätgotisch und besteht aus Backstein. Das Erdgeschoss des Kirchturms mit seiner gotischen Wölbung wird als Sakristei genutzt. In diesem Raum befand sich ehemals vermutlich ein Sterngewölbe. Breite Ecklisenen ziehen sich an der Außenfassade des Kirchturms vom dritten bis zum siebten Stock nach oben. Zwischen den Geschossen ist ein Fries aus sich überschneidenden Rundbögen auf lilienartigen Konsolen angebracht. Mit Ausnahme der Rechteckfenster an der Ost- und Südseite des Erdgeschosses, finden sich in den übrigen Geschossen Schlitzöffnungen. Im obersten Geschoss des Kirchturms sind an der Nord- und Südseite vierfache, an der West- und Ostseite doppelte Arkaden mit Säulchen eingelassen. Gedeckt ist der Kirchturm mit einem steilen Satteldach.
Westlich schließt sich an den Kirchturm der Sakristeianbau von 1689 an. Der Anbau erweckt von außen einen kapellenartigen Eindruck und ist ein zweigeschossiger Rechteckbau mit Satteldach. Weiter in westlicher Richtung ist der Rechteckbau durch eine halbrund geschlossene Apsis abgeschlossen. In der Apsis befindet sich eine Wendeltreppe. Die Arkadenöffnung an der Apsis ist neueren Datums. Im Erdgeschoss auf der Nordseite des Anbaus ist ein Stichbogenfenster und oberhalb ein hohes Rechteckfenster vorhanden. Der Innenraum im Erdgeschoss enthält ein Kreuzgratgewölbe, sowie eine Stichbogentür zur Kirche. Das Obergeschoss ist mit einer Flachdecke versehen. Im Anbau zwischen Apsis und Langhaus ist der Aufgang zur Kanzel untergebracht, dieser Anbau ist ebenfalls neueren Datums als 1689. Eine weitere, aktuell benutzte Sakristei, ist im Anbau im südlichen Chorwinkel untergebracht. Der zweigeschossige Anbau enthält kleine Fenster und eine Zugangstür von Osten. Das Dach dieses Anbaus ist als herabgeschlepptes Chordach realisiert.

## Ausstattung

### Hochaltar
Der aus Mindelheim stammende Joseph Steur schuf 1737 den Hochaltar, welcher durch den ebenfalls aus Mindelheim stammende Franz Joseph Wiedemann gefasst wurde. Er ist aus Holz gefertigt und mit einer rosa und olivgrünen Fassung und Golddekor versehen. Der gemauerte Stipes ist gotischen Ursprungs, um diesen befindet sich eine kastenförmige Holzverkleidung mit Bandelwerkdekor. Die breite Tabernakelzone besitzt drei konkave Achsen und Volutenvorlagen. Der Drehtabernakel ist erhöht in der Mittelachse eingesetzt. Das versilberte Kruzifix in der Nische stammt aus dem späten 18. Jahrhundert. Das Kanonentafelrahmen ist klassizistisch und stammt aus der ersten Hälfte des 19. Jahrhunderts. Oberhalb des Tabernakels befinden sich zwei fliegende Putten und ein Sockel mit dem Lamm Gottes, flankiert wird dieses von Leuchterengeln. Das Altarblatt zeigte ursprünglich ein Gemälde von 1738 mit dem Engelssturz und wurde 1847 durch eine Kreuzigungsgruppe ersetzt, die Joseph Kober aus Göggingen schuf. An beiden Seiten sind vorgestaffelte korinthische Säulen angebracht. Das Gebälk ist reich verkröpft. Vor den beiden innern Säulen sind gefasste Holzfiguren der heiligen Ulrich und Afra aufgestellt. Der Altarauszug ist geschweift und von Voluten flankiert. In diesem ist ein Halbrelief Gottes des Vaters, von Gewölk und Strahlenglorie umgeben, angebracht. Mehrere Putten und Engelsköpfe befinden sich rings um den Altarauszug.

### Seitenaltäre
Beide Seitenaltäre wurden 1744 aufgerichtet und besitzen kastenförmige Stipites. Der Aufbau ist schmal und enthält analog dem Hochaltar neben den Altarblättern vorgestaffelte korinthische Säulen auf Volutensockeln. Die Seitenaltäre wurden von Schreiner Jakob Wiedemann aus Könghausen gefertigt. Das nördliche Altarblatt stellt die Muttergottes dar und ist mit Thomas Guggenberger pinxit 1862 bezeichnet. Der südliche Seitenaltar zeigt im Altarblatt die Heiligen Joachim und Anna mit Maria. Dieses ist mit Thomas Guggenberger pinxit 1863 in München bezeichnet. Über den rundbogig schließenden Altarblättern befinden sich Baldachine mit Lambrequins und Marien- beziehungsweise Anna-Monogramm. Kniende Engel sind über den reich verkröpften Gebälckstücken angebracht. Die Engel des südlichen Seitenaltares stammen aus dem 19. Jahrhundert. Die Schweifbilder in den Altarauszügen wurden um 1740 geschaffen und zeigen nördlich den heiligen Josef und südlich den heiligen Antonius. Flankiert werden diese von Putten. Aus der Mitte des 18. Jahrhunderts stammen die Schreine vor der Predella. In diesen befinden sich kleine, liegende Reliquienfiguren aus Holz. Die bekleideten Figuren sind gefasst.

### Kanzel
Die olivgrün und rötliche marmorierte Kanzel wurde 1749 von Frater Fidelis Wiedemann in Nassenbeuren gefasst. Die Figuren der Kanzel stammen von einem Türkheimer Bildhauer, vermutlich von Ignaz Hillebrand. Neben der Fassung enthält die Kanzel vergoldetes Rocailledekor. Der Kanzelkorb ist zylindrisch und im unteren Bereich wulstförmig vorgebaucht. Köpfe der Evangelistensymbole finden sich auf den Voluten an der Schweifspitze. Vor den Pilastern der Brüstung auf Konsolen sind sitzende Figuren der vier Evangelisten. Die dadurch entstehenden drei Felder enthalten ovale, von Rocaillen gerahmte Reliefs mit den Darstellungen, von links beginnend, der heiligen Gregor und Augustinus, der Muttergottes wie sie das Skalpier an den heiligen Simon Stock überreicht, sowie die heiligen Hieronymus und Ambrosius. Rechts, vorkragend am Gesims, hält ein Arm ein Kruzifix. Der Zugang zur Kanzel erfolgt durch eine dreilappige Tür. Diese ist von Volutenvorlagen und Rocaillen flankiert. Eine Volutenpyramide bekrönt den querovalen verkröpften Schalldeckel. Auf der Spitze der Pyramide ist die Figur des Guten Hirten und darunter ein Lamm Gottes angebracht. Sitzende Putten auf den Voluten besitzen Attribute der vier Erdteile.

### Deckengemälde
J. Baumann schuf das Deckengemälde im Chor, sowie die kleinen Wandgemälde des Kreuzweges im Langhaus. Das mittlere Ovalfeld im Chorgewölbe stellt in einem neubarocken Fresko St. Michael dar. Es ist mit J. Baumann 1952 bezeichnet. Insgesamt neun Ölbilder sind in der wohl 1686 gefertigten Langhausdecke eingesetzt. Die Ölbilder stammen vermutlich aus der Zeit um 1680/1690 und sind in drei Reihen und Spalten angeordnet, wobei das mittlere, wie die vier Eckbilder, größer und längs achteckig, die restlichen vier Bilder längsrechteckig sind. Dargestellt ist ein Zyklus aus dem Marienleben. Im Einzelnen zeigen diese in der östlichen Reihe von Norden beginnend die Verkündigung, Vermählung und Himmelfahrt Mariens. In der mittleren Reihe ist die Darstellung im Tempel, die Krönung Mariens durch die Dreifaltigkeit in der Mitte der Decke und eine Immaculata zu sehen. Die westliche Reihe zeigt die Heimsuchung, Tempelgang und eine Immaculata auf Wolken unter dieser ein Mann und eine Frau im Gebet sind.

### Taufstein
Vor einer Nische, rechts im Chor, befindet sich der aus Stuckmarmor gefertigte Taufstein aus der Mitte des 18. Jahrhunderts. Er ist rötlich und olivgrün getönt. Sowohl der Schaft wie auch das doppelt ausgebauchte Becken sind reich profiliert. Der Deckel mit vier Volutenvorlagen ist aus Holz gefertigt. Ehemals befand sich auf dem Deckel wohl eine Figurengruppe der Taufe Jesu.

### Holzfiguren
In der Kirche sind mehrere gefasste Holzfiguren aufgestellt. Aus der ersten Hälfte des 18. Jahrhunderts stammt die Figur des heiligen Sebastian an der nördlichen Seite des Chorbogens, gegenüberliegend die Figur der heiligen Ottilia aus der Zeit um 1720/1730. Das Kruzifix mit vier Engeln, die die Leidenswerkzeuge tragen und das Blut Christi in einem Kelch auffangen, an der Südwand des Langhauses wurde um 1730 geschaffen. Ein großes Vortragekruzifix aus der zweiten Hälfte des 18. Jahrhunderts ist im Kapellenanbau untergebracht. Die Fassung des Kruzifixes stammt jedoch aus dem 19. Jahrhundert. Ein weiteres Standkruzifix stammt aus der Zeit um 1730. Die Figuren des Johannes des Täufers und des heiligen Dominikus stammen beide aus der Mitte des 18. Jahrhunderts. Die zwei Armen Seelen im Feuer stammen ebenfalls aus dem 18. Jahrhundert. Die Figur des heiligen Michael, die zeitweilig auch an Stelle des Gemäldes am Hochaltar steht, stammt von circa 1730. Aus dem 18. oder 19. Jahrhundert stammt die thronende Muttergottes mit Kind. Die mit Stoffkleidung bekleidete Gliederpuppe trägt natürliches Haar, die Kronen stammen aus dem 19. Jahrhundert. Eine kleine Statuette des heiligen Georg zu Pferde im Kampf mit dem Drachen befindet sich in einem der zwei kleinen Schreine aus dem 18. Jahrhundert. Im anderen Schrein ist eine Wachsfigur des Christkindes in Ornat aufgestellt.

### Grabdenkmäler

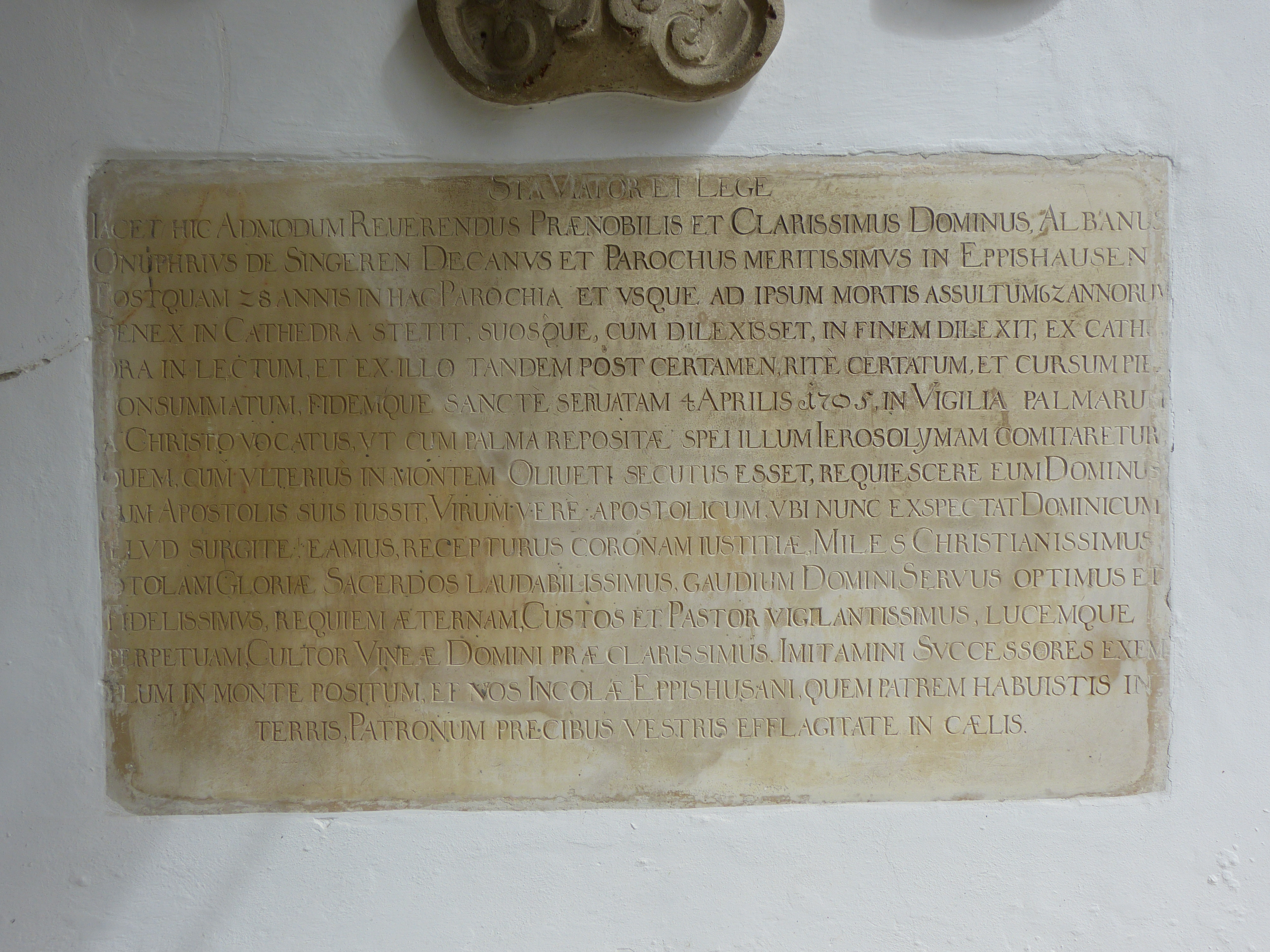
Gedenktafel für Pfarrer Albanus Onuphrius de Singeren († 1705)

Eine Vielzahl von Grabdenkmälern sind im Inneren der Kirche aufgestellt. Rechts vom Hochaltar steht eine schmale hochrechteckige Sandsteinplatte für Ulrich von Thannek († 1513). Die Sandsteinplatte enthält ein Wappenrelief und Reste der Bemalung. Oberhalb des Wappens befindet sich eine Helmzier, in den Ecken kleine Wappen. Im unteren Bereich der Platte ist eine Inschrift angebracht. Auf der anderen Seite, links des Hochaltares, befindet sich die Grabplatte der Witwe des Ulrich von Thanneck, Ursula eine geborene von Bergen-Langenegg aus dem ersten Viertel des 16. Jahrhunderts. Das Sandsteinrelief mit noch zum Teil erhaltener Bemalung zeigt eine Pietà zu Füßen des Kreuzes. Die Darstellung in flacher Blende ist ringsum mit Maßwerk umgeben. Im unteren linken Bereich ist ein kniender Ritter mit Frau und Sohn, auf der anderen Seite das Wappen derer von Thanneck zu sehen. Die Inschrift im unteren Bereich ist völlig verwittert. Ein Reliefwappen aus Bronze um 1500 derer von Thanneck findet sich noch an der Ostseite des Chorbogens. Neben weiteren Platten aus dem späten 19. Jahrhundert finden sich noch Grabdenkmäler für Johannes Evangelista Hörner († 1761), Pfarrer seit 1741. Die Grabplatte ist aus Solnhofener Plattenkalk gefertigt und zeigt im oberen Bereich ein Klechrelief um welches ein Spruch angebracht ist. Für Pfarrer Joseph Seitz († 1741) ist ebenfalls eine aus Solnhofener Plattenkalk gefertigte flach geschweifte Platte vorhanden. Diese zeigt oben ein Kelchrelief zwischen graviertem Bandelwerk. Innen im Vorzeichen an der Ostwand ist eine große querrechteckige Solnhofener Platte mit langer Antiquainschrift für Dekan und Pfarrer Albanus Onuphrius de Singeren († 1705) eingesetzt.

### Gestühl
Das Chorgestühl aus marmoriertem Holz ist im neurokoko gestaltet. Es bietet jeweils drei Sitze mit Schweifwangen. An der Rückwand sind drei Arkaden vorhanden, bekrönt wird es von einem geschweiften Giebel. Die neubarocke Kommunionbank aus Holz ist nicht gefasst und besitzt übereckgestellte Baluster. Das Kirchengestühl stammt aus dem Anfang des 19. Jahrhunderts und ist dem Gestühl in der Kirche St. Stephan in Haselbach ähnlich. Das aus Eichenholz gefertigte Gestühl besitzt Schweifwangen mit Wirbelrosetten und Lorbeerenstab. Die Brüstungen enthalten Rechteckfelder mit kleinen Rosetten in den Ecken. Vom Ende des 18. Jahrhunderts stammt der Beichtstuhl. Dieser ist schlicht ausgeführt und besitzt konvexe Stichbogenarkaden, welche von Blattgehängen flankiert ist.

### Sonstige Ausstattung
Aus dem 18. oder 19. Jahrhundert stammt der mit Nägeln beschlagene Opferstock. Die Ewiglichtampel ist versilbert und stammt aus der Zeit um das Ende des 18. Jahrhunderts.